# Lape
Lape (auch: Labe) ist eine Insel in der tonganischen Inselgruppe Vavaʻu. Im Jahr 2021 hatte Lape 16 Bewohner.

## Geographie
Lape liegt etwas südwestlich des Zentrums des Archipels, in der Verlängerung der Inseln Vakaʻeitu und Langitau. Zusammen mit diesen beiden Inseln im Südwesten und mit Nuapapu im Norden umschließt Lape die Bucht Matamaka, worin die Inselchen Alinonga und Kulo zusammen mit dem Riff Tangatasito liegen. Im Süden schließt sich die Insel Ovaka an und im Südosten Fonualai.

## Klima
Das Klima ist tropisch heiß, wird jedoch von ständig wehenden Winden gemäßigt. Ebenso wie die anderen Inseln der Vavaʻu-Gruppe wird Lape gelegentlich von Zyklonen heimgesucht.